# Biografický slovník českých zemí
Biografický slovník českých zemí (BSČZ) je český mnohosvazkový biografický slovník, vydávaný od roku 2004 a geograficky vymezený na české země. Chronologicky zasahuje do současnosti, ovšem zařazovány jsou pouze biogramy (slovníková hesla) zemřelých osob.
Od roku 1974 je v Německu vydáván německojazyčný biografický slovník Biographisches Lexikon zur Geschichte der böhmischen Länder, který je rovněž zaměřen na české země.

## Historie
Za přípravou Biografického slovníku českých zemí stojí Historický ústav Akademie věd České republiky, pracuje se na něm od roku 1990. Jeho iniciátorem byl František Šmahel, ředitel Historického ústavu Československé akademie věd, do čela redakce se postavil historik Jan Novotný. Roku 1994 vyšel neprodejný ukázkový sešit, který obsahoval vzorová hesla a pokyny pro autory. Po několik let budovala redakce databázi více než 40 tisíc osob, zemřelých i žijících. Na základě ní vydal Historický ústav mezi lety 1997 a 2000 čtyři svazky neprodejného hesláře se jmény 20 tisíc osob a jejich základními biografickými a profesními daty. Druhý neprodejný ukázkový sešit vyšel následně roku 2001.
Vydavatelského partnera připravovaného slovníku nalezl Historický ústav v nakladatelství Libri. Vydávání Biografického slovníku českých zemí ve formě brožovaných svazků začalo v roce 2004, jednotlivé svazky obsahují více než 200 hesel. Jeden díl slovníku je tvořen pěti svazky, jednotlivé díly jsou rozlišovány barvou obálky. Od prvního do patnáctého svazku (2004–2012) vydávalo slovník nakladatelství Libri, roku 2013 ho převzalo nakladatelství Historického ústavu ve spolupráci s nakladatelstvím Academia. Do publikovaného slovníku byly zpočátku zařazeny osoby zemřelé do roku 2000, od 16. svazku došlo zároveň se změnou nakladatele k posunu nejnovějšího data úmrtí zahrnutých osob na rok 2010.
V roce 2015 byl na webu zpřístupněn generální heslář slovníku a roku 2016 také prvních patnáct svazků, které byly v tištěné formě postupně vyprodány. Od 16. svazku jsou hesla na webu zveřejňována zhruba rok po jejich vydání v tištěné podobě.

## Svazky
Ukázkový sešit a heslář (neprodejné)
- ukázkový sešit (1994, ISBN 80-85268-31-0)
- heslář – část I., A–F (1997, ISBN 80-85268-63-9)
- heslář – část II., G–Kb (1998, ISBN 80-85268-82-5)
- heslář – část III., Ke–Ři (1999, ISBN 80-85268-86-8)
- heslář – část IV., S–Ž (2000, ISBN 80-7286-011-9)
- ukázkový sešit (2001, ISBN 80-7286-034-8)

Libri
- 1. díl
  - 1. svazek, A (2004, ISBN 80-7277-215-5)
  - 2. svazek, B–Bař (2005, ISBN 80-7277-252-X)
  - 3. svazek, Bas–Bend (2005, ISBN 80-7277-287-2)
  - 4. svazek, Bene–Bez (2006, ISBN 80-7277-299-6)
  - 5. svazek, Bi–Bog (2006, ISBN 80-7277-309-7)
- 2. díl
  - 6. svazek, Boh–Bož (2007, ISBN 978-80-7277-239-1)
  - 7. svazek, Bra–Brum (2007, ISBN 978-80-7277-248-3)
  - 8. svazek, Brun–By (2007, ISBN 978-80-7277-257-5)
  - 9. svazek, C (2008, ISBN 978-80-7277-366-4)
  - 10. svazek, Č–Čerma (2008, ISBN 978-80-7277-367-1)
- 3. díl
  - 11. svazek, Čern–Čž (2009, ISBN 978-80-7277-368-8)
  - 12. svazek, D–Die (2009, ISBN 978-80-7277-415-9)
  - 13. svazek, Dig–Doš (2010, ISBN 978-80-7277-416-6)
  - 14. svazek, Dot–Dvo (2011, ISBN 978-80-7277-451-7)
  - 15. svazek, Dvořák–Enz (2012, ISBN 978-80-7277-504-0)

Academia – Historický ústav
- 4. díl
  - 16. svazek, Ep–Fe (2013, ISBN 978-80-200-2292-9, ISBN 978-80-7286-215-3)
  - 17. svazek, Fi–Fn (2014, ISBN 978-80-200-2424-4, ISBN 978-80-7286-232-0)
  - 18. svazek, Fo–Fr (2015, ISBN 978-80-200-2517-3, ISBN 978-80-7286-257-3)
  - 19. svazek, Fu–Gn (2016, ISBN 978-80-200-2625-5, ISBN 978-80-7286-283-2)
  - 20. svazek, Go–Gz (2017, ISBN 978-80-200-2734-4, ISBN 978-80-7286-307-5)
- 5. díl
  - 21. svazek, H–Ham (2018, ISBN 978-80-200-2871-6, ISBN 978-80-7286-319-8)
  - 22. svazek, Han–Hau (2019, ISBN 978-80-200-3021-4, ISBN 978-80-7286-336-5)
  - 23. svazek, Hav–Hel (2020, ISBN 978-80-200-3164-8, ISBN 978-80-7286-358-7)
  - 24. svazek, Hem–Hi (2021, ISBN 978-80-200-3275-1, ISBN 978-80-7286-377-8)
  - 25. svazek, Hl–Hol (2022, ISBN 978-80-200-3385-7, ISBN 978-80-7286-397-6)
- 6. díl
  - 26. svazek, Hom–Hoz (2023, ISBN 978-80-200-3482-3, ISBN 978-80-7286-417-1)
  - 27. svazek, Hr–Hüb (2024, ISBN 978-80-200-3578-3)